# هنريك شميليوسكي
هنريك شميليوسكي (بالبولندية: Henryk Chmielewski)‏ (8 يناير 1914 – 15 نوفمبر 1998) هو ملاكم بولندي راحل، مثّل بلاده في الألعاب الأولمبية الصيفية 1936.

## روابط خارجية
هنريك شميليوسكي على موقع بوكس ريك (الإنجليزية) (registration required)
- هنريك شميليوسكي على موقع أوليمبيديا (الإنجليزية)
- هنريك شميليوسكي على موقع اللجنة الأولمبية البولندية (مؤرشف) (البولندية)